# Arethusinae
Arethusinae es una subtribu de la tribu Arethuseae de la subfamilia Epidendroideae perteneciente a la familia Orchidaceae. 
Son plantas de hábito terrestre sin pseudobulbos, con los tallos  estrechos y alargados, las flores son vistosas y los pétalos son mucho más anchos que los sépalos, presentan  bulbos subterráneos y su inflorescencia nunca es terminal, el labelo de las flores nunca presenta calcar.   Se divide en 5 géneros y 9 especies.
- Anthogonium Wall. ex Lindl. - 1 especie
- Arethusa L. -  1 especie
- Arundina Blume - 1 especie
- Calopogon R.Brown  - 5 especies
- Eleorchis F.Maek. - 1 especie